# Diecezja Kayanga
Diecezja Kayanga – diecezja rzymskokatolicka  w Tanzanii. Powstała w 2008.

## Biskupi diecezjalni
- Bp Almachius Vincent Rweyongeza (od 2008)